# Ramiro Macagno
Ramiro Jesús Macagno (Alicia, Argentina; 18 de marzo de 1997) es un futbolista argentino. Juega de portero y su equipo actual es el APO Levadiakos de la Superliga de Grecia.

## Trayectoria
Formado en las inferiores del Atlético Rafaela, Macagno debutó con el primer equipo en 2016.
En 2019 fue cedido al Newell's Old Boys, club que adquirió el pase del jugador en 2021.
En enero de 2023, el portero fue cedido al Platense por toda la temporada.

## Selección nacional
Fue seleccionado sub-20 por Argentina.

## Estadísticas
Actualizado al último partido disputado el 31 de enero de 2024.
| Club                        | Div.          | Temporada     | Liga  | Liga  | Copas nacionales | Copas nacionales | Copas internacionales | Copas internacionales | Total | Total |
| Club                        | Div.          | Temporada     | Part. | Goles | Part.            | Goles            | Part.                 | Goles                 | Part. | Goles |
| --------------------------- | ------------- | ------------- | ----- | ----- | ---------------- | ---------------- | --------------------- | --------------------- | ----- | ----- |
| Atlético Rafaela Argentina  | 1.ª           | 2015          | 0     | 0     | 0                | 0                | —                     | —                     | 0     | 0     |
| Atlético Rafaela Argentina  | 1.ª           | 2016          | 0     | 0     | 0                | 0                | —                     | —                     | 0     | 0     |
| Atlético Rafaela Argentina  | 1.ª           | 2016-17       | 5     | 0     | 1                | 0                | —                     | —                     | 6     | 0     |
| Atlético Rafaela Argentina  | 2.ª           | 2017-18       | 22    | 0     | 3                | 0                | —                     | —                     | 25    | 0     |
| Atlético Rafaela Argentina  | 2.ª           | 2018-19       | 24    | 0     | 1                | 0                | —                     | —                     | 25    | 0     |
| Atlético Rafaela Argentina  | Total club    | Total club    | 51    | 0     | 5                | 0                | 0                     | 0                     | 56    | 0     |
| Newell's Old Boys Argentina | 1.ª           | 2020-21       | 10    | 0     | 1                | 0                | —                     | —                     | 11    | 0     |
| Newell's Old Boys Argentina | 1.ª           | 2021          | 8     | 0     | 0                | 0                | 0                     | 0                     | 8     | 0     |
| Newell's Old Boys Argentina | 1.ª           | 2022          | 14    | 0     | 0                | 0                | —                     | —                     | 14    | 0     |
| Newell's Old Boys Argentina | 1.ª           | 2024          | 0     | 0     | 2                | 0                | 0                     | 0                     | 2     | 0     |
| Newell's Old Boys Argentina | Total club    | Total club    | 32    | 0     | 3                | 0                | 0                     | 0                     | 35    | 0     |
| Platense Argentina          | 1.ª           | 2023          | 22    | 0     | 18               | 0                | —                     | —                     | 40    | 0     |
| Platense Argentina          | Total club    | Total club    | 22    | 0     | 18               | 0                | 0                     | 0                     | 40    | 0     |
| Total carrera               | Total carrera | Total carrera | 105   | 0     | 26               | 0                | 0                     | 0                     | 131   | 0     |